# Bouïane

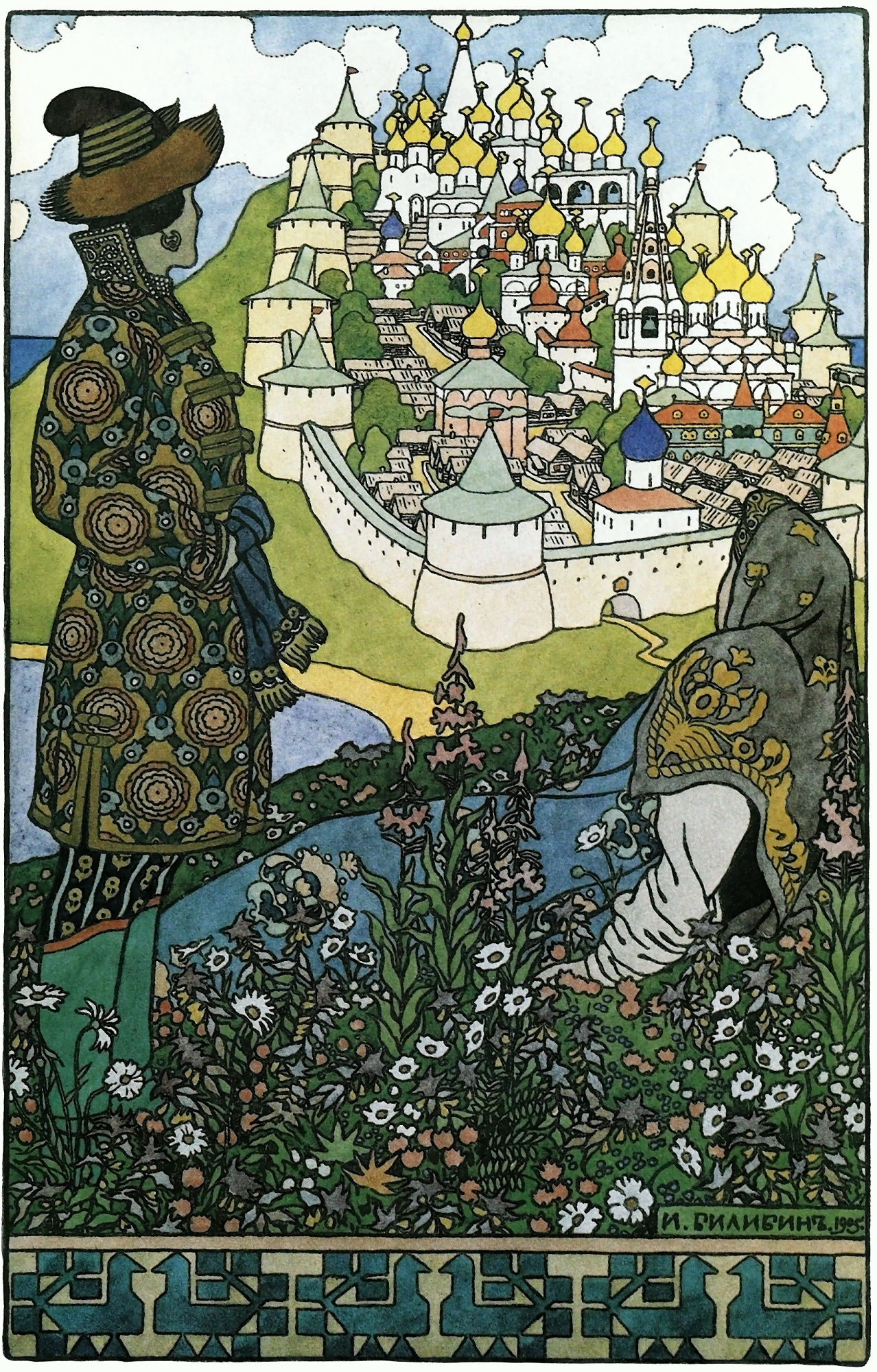
L'île Bouïane (Ivan Bilibine).

Dans la mythologie slave, Bouïane (en russe Буя́н) est une île légendaire de la Mer océane, qui a la capacité d'apparaître et de disparaître à volonté. Trois frères y vivent : le Vent du Nord, le Vent d'Ouest et le Vent d'Est. Il s'y passe nombre d'évènements étranges. Kochtcheï l'Immortel y cache sa mort dans une aiguille, elle-même à l'intérieur d'un œuf, dans un chêne mystique (l'Arbre du Monde). Ce chêne croît sur la Pierre-Alatyr, « père de toutes les pierres », désignant le centre du monde : qui saurait la trouver verrait tous ses désirs comblés.
Alexandre Pouchkine évoque l'île Bouïane dans son poème Le Conte du tsar Saltan — dont s'est inspiré Nikolaï Rimski-Korsakov pour son opéra du même nom.
Bouïane est parfois considérée comme une sorte d'« Autre Monde » proto-indo-européen (voir Îles des Bienheureux, ou Îles Fortunées). On l'identifie aussi parfois avec l'île aujourd'hui allemande de Rügen, dans la mer Baltique, ou encore de Bornholm (Danemark).
Il existe une île réelle nommée Bouïane (80° 09′ 10″ N, 92° 07′ 20″ E) dans l'archipel russe de la terre du Nord, mais cette appellation est récente.